# 中村文荷斎
中村 文荷斎（なかむら ぶんかさい、生年不詳 - 天正11年4月24日（1583年6月14日））は、安土桃山時代の人物。柴田勝家の家臣。中村聞荷斎宗教とも伝わる。

## 経歴
娘は柴田勝家の養女であり、高城胤則と婚姻。1583年6月14日の北ノ庄城の戦いでは留守居役で、主君柴田勝家とお市の方を介錯した後、自刃、または天守閣に仕掛けた火薬壺に着火して、爆死して果てたとされる。 辞世の句は「契あれや涼しき道に伴いて　後の世までも仕へ仕へむ」